# Spiranthes tuberosa
Spiranthes tuberosa là một loài thực vật có hoa trong họ Lan. Loài này được Raf. miêu tả khoa học đầu tiên năm 1833.